# Don Domansky
Don Domansky, född 11 augusti 1946, är en friidrottare från Kanada. Han deltog vid olympiska sommarspelen 1968 och olympiska sommarspelen 1976.